# Атлиско
Атлиско (исп. Atlixco) — город в Мексике, штат Пуэбла, входит в состав одноимённого муниципалитета и является его административным центром. Численность населения, по данным переписи 2020 года, составила 89 314 человек.

## Общие сведения
Название Atlixco с астекского языка можно перевести как: долина, покрытая водой.
Поселение было основано 22 сентября 1579 года испанскими исследователями Педро дель Кастильо и Кристобалем Руисом де Кабрерой под названием Вилья-де-Каррион.
14 февраля 1843 года поселение получило статус города и было переименовано в Атлиско.